# بيفرلي غارلاند
بيفرلي غارلاند (بالإنجليزية: Beverly Garland)‏ هي ممثلة أمريكية، ولدت في 17 أكتوبر 1926 بسانتا كروز في الولايات المتحدة، وتوفيت في 5 ديسمبر 2008 بهوليوود هيلز في الولايات المتحدة بسبب مرض.

## أعمال

### أفلام
- (1957) جوكر البرية

### مسلسلات
- أبنائي الثلاثة

## وصلات خارجية
- بيفرلي غارلاند على موقع IMDb (الإنجليزية)
- بيفرلي غارلاند على موقع الموسوعة البريطانية (الإنجليزية)
- بيفرلي غارلاند على موقع ألو سيني (الفرنسية)
- بيفرلي غارلاند على موقع أول موفي (الإنجليزية)
- بيفرلي غارلاند على موقع قاعدة بيانات الأفلام السويدية (السويدية)
- بيفرلي غارلاند على موقع إن إن دي بي (الإنجليزية)
- بيفرلي غارلاند على موقع قاعدة بيانات الفيلم (الإنجليزية)
- بيفرلي غارلاند على موقع كينوبويسك (الروسية)